# Próba Pelliniego
Próba Pelliniego – próba wyznaczająca temperaturę ciągliwości zerowej (NDT).  

## Przebieg próby
Na próbkę o wymiarach 50 × 130 mm (lub 90 × 360 mm) wyciętą mechanicznie lub palnikiem gazowym nakłada się kruchą, twardą napoinę. Napawanie wykonuje się w dwóch przejściach, tak by kratery końcowe znajdowały się na środku próbki. Następnie w miejscu styku kraterów nacina się karb o promieniu 0,5 mm.
Tak przygotowane próbki ochładza się i przetrzymuje w temperaturze badania przez co najmniej 45 minut. Po osiągnięciu określonej temperatury próbka jest łamana przy użyciu młota spadowego. Odkształcenie próbki jest ograniczone podporami tak, aby strzałka ugięcia odpowiadała ugięciu 5 stopni.
Temperaturą ciągliwości zerowej (NDT) określamy temperaturę, w której co najmniej dwie próbki ulegną pęknięciu do jednej lub obu krawędzi powierzchni rozciąganej.